# August Ferdinand Möbius
August Ferdinand Möbius, född 17 november 1790 i Schulpforta, död 26 september 1868 i Leipzig, var en tysk matematiker och astronom. Han var far till Theodor och Paul Heinrich August Möbius samt farfar till Paul Julius Möbius.

## Biografi
Möbius blev 1816 extra ordinarie professor i astronomi samt 1844 professor i högre mekanik och astronomi vid universitetet i Leipzig. Hans främsta forskningsarbeten tillhör den rena matematiken, där han uppfann en ny geometrisk metod, den så kallade barycentriska kalkylen. Barycentrisk kalkyl använder barycentriska koordinater.
Hans mest kända upptäckt är det så kallade Möbiusbandet, som är en icke-orienterbar yta och endast har en sida. Man kan tillverka ett eget Möbiusband genom ta en rektangulär pappersremsa, vrida ena änden ett halvt varv och klistra ihop ändarna. Tänker man nu att någon, säg en myra, kryper längs remsan, kommer den när den krupit ett varv vara på andra sidan bandet. Alltså har Möbiusbandet en enda sida. Möbius upptäckte bandet när han betraktade trianguleringar av planet.
En annan av Möbius upptäckter är Möbiusavbildningarna, som bildar en grupp som i en mening är minsta möjliga utvidgning av de affina avbildningarna och därmed bildar en (projektiv) geometri som kan sägas ligga någonstans mellan affin geometri och (fullständig) projektiv geometri.
Möbius upptäckte också "Möbius μ-funktion", som relaterar två talteoretiska funktioner och summor av dessa. En av dess huvudsakliga betydelser beror på Möbius inversionsformel. Medan resultatet påminner något om binomialsatsen är formeln inte lika ofta tillämpbar, men har ändå stor användning i många sammanhang som rör heltal.